# Черноперов, Евстафий Мефодиевич
Евстафий Мефодиевич Черноперов (1880 — 1930) — подполковник 11-го гренадерского Фанагорийского полка, герой Первой мировой войны.

## Биография
Из крестьян. Уроженец Костромской губернии.
Выдержал экзамен на звание вольноопределяющегося 2-го разряда. Окончил Казанское пехотное юнкерское училище, откуда выпущен был подпрапорщиком в 11-й гренадерский Фанагорийский полк, 5 ноября 1902 года произведен подпоручиком в тот же полк.
Произведен в поручики 1 ноября 1906 года, в штабс-капитаны — 1 ноября 1910 года. В Первую мировую войну вступил в рядах фанагорийских гренадер. Пожалован Георгиевским оружием
За то, что в бою 4 мая 1915 года у гор. Опатова, командуя батальоном и наступая на укрепленную д. Барановек, спокойно обойдя роты под сильным ружейным и артиллерийским огнем, ободрил их, выбежав вперед цепей и крикнув «в атаку, ура», увлек за собою батальон, штыками выбил противника из укрепленной деревни, часть его переколол, захватив в плен до 250-ти нижних чинов при 8-ми офицерах. Занятием д. Барановек избавил правый фланг своего полка от губительного продольного огня.
Удостоен ордена Св. Георгия 4-й степени
За то, что в бою 24 июня 1915 года у п. Уржендов, командуя ротой слабого состава, выбил противника из ряда окопов и, продолжая наступление, атаковал во фланг и тыл батальон австрийцев и после лихой штыковой схватки заставил его положить оружие в составе 400 нижних чинов при 10-ти офицерах и одном действовавшем пулемете.
Произведен в капитаны 17 сентября 1915 года «за выслугу лет», в подполковники — 3 сентября 1916 года.
В 1918 году был мобилизован в РККА. К 1930 году проживал в Костроме. Арестован 31 июля 1930 года по делу «Союза возрождения России», обвинялся в подавлении рабочего движения в 1906 году. 15 декабря 1930 года приговорен к ВМН и расстрелян.

## Награды
- Орден Святого Станислава 3-й ст. (ВП 27.03.1911)
- Орден Святой Анны 4-й ст. с надписью «за храбрость» (ВП 28.04.1915)
- Георгиевское оружие (ВП 18.07.1915)
- Орден Святого Владимира 4-й ст. с мечами и бантом (ВП 4.11.1915)
- Орден Святой Анны 3-й ст. с мечами и бантом (ВП 3.07.1916)
- Орден Святого Георгия 4-й ст. (ВП 5.11.1916)
- Орден Святого Станислава 2-й ст. с мечами (ВП 12.11.1916)
- мечи и бант к ордену Св. Станислава 3-й ст. (ВП 2.02.1917)